# Örebro Läns Arbetartidning
Örebro Läns Arbetartidning var en kommunistisk dagstidning utgiven i Örebro från 4 december 1940 till 30 april 1957. Ett provnummer kom ut 21 november 1940.

## Redaktion
Redaktionsort för tidningen var hela tiden både Karlskoga och Örebro. Uppgift om ansvarig utgivare saknas 21 november 1940 till 30 maj 1941. Sedan från den 6 juni 1941 till 30 november 1956 är Rickard Eurén ansvarig utgivare. Politiskt är tidningen en kommunistisk dagstidning. Förlaget är hela utgivningen Inapress i Stockholm.
Tidningen kom ut torsdagar från 4 december 1940 till 3 januari 1941, sedan fredagar 10 januari 1941 till 7 maj 1947, återgick till torsdagar 14 maj 1947 till 24 maj 1953. Från 1 oktober 1953 till 30 juni 1956 var tidningen sexdagars med utgivning måndag till lördag men det fanns också en veckoupplaga.
| Period                 | Redaktör Örebro   | Redaktör Karlskoga |
| 1940-11-21--1941-11-21 | Mattsson, Carl    | Mattsson, Carl     |
| 1941-11-28--1947-02-19 |                   | Jansson, Erik      |
| 1943-11-05--1944-11-03 | Johansson, Gustav |                    |
| 1944-11-10--1947-02-26 | Erik Jansson      |                    |
| 1947-02-26--1949-05-18 | Karlsson, Karl    |                    |
| 1947-02-26--1948-12-29 |                   | Ström, Rune        |
| 1949-01-12--1951-09-27 |                   | Jansson, Erik Y    |
| 1951-10-04--1952-06-05 |                   | Jansson, Erik Em.  |
| 1952-06-12--1956-11-30 | Jansson, Axel     |                    |

## Tryckning
Tryckeri var hela tiden Tryckeri A.-B. Västermalm i Stockholm. Tidningen trycktes i svart med antikva med 8 -12 sidor på en satsyta som varierade mellan stor och tabloid. Upplagan var 1943 8900 exemplar och 1945-1948 över 9000, sedan bara drygt 4000 exemplar 1950 och 1951. Upplagan mot slutet är okänd. Priset för tidningen var 1942 44 kr helåret och 1952 50 kr per helår. Från 1953 finns en veckoupplaga till priset av 12 kr helåret medan sexdagarsversionen kostar 44 respektive 47 kronor.